# Alianza (Noruega)
La Alianza – Alternativa para Noruega (en noruego: Alliansen – Alternativ for Norge) es un partido político noruego. Fue fundado el 22 de noviembre de 2016, y registrado en el Registro del Partido por Hans Jørgen Lysglimt Johansen el 5 de enero de 2017.

## Historia
En 2016, Hans Jørgen Lysglimt Johansen se perfiló como partidario de Donald Trump. A principios de otoño de ese año Mikkel Dobloug inició una iniciativa del partido con el mismo nombre, en la que Christian Tybring-Gjedde estaba previsto como líder.

## Ideología
La Alianza ha formado una red neonazi gran parte en línea, compuesta principalmente por adolescentes que publican memes y trolls de Internet con mensajes racistas y antisemitas en plataformas como Discord. El líder del partido es conocido por una serie de declaraciones manifiestamente antisemita y tiene contactos amistosos con el Movimiento de Resistencia Nórdico.
Según Lysglimt Johansen, el principal objetivo de la Alianza es sacar a Noruega del Espacio Económico Europeo y de los acuerdos Schengen con la UE. El partido también está preocupado por detener la inmigración y los cambios en el sistema democrático.
La Alianza ha sido criticada por expresar repetidamente xenofobia y actitudes racistas. Por lo tanto, varios políticos destacados desde el Partido del Progreso (Noruega) hasta el Partido Rojo se han distanciado públicamente de la Alianza.
La Alianza no tiene un programa de partido tradicional. El partido se basa en ideas nacionalistas y lemas como "¡Noruega primero!". La oposición a la inmigración parece, según las declaraciones del partido, ser esencial junto con la soberanía nacional. Carline Tromp escribe que la redacción de la Alianza recuerda a la alt-right.

## Resultados de elecciones
| Elección | Votos | %       | Escaños | +/– |
| -------- | ----- | ------- | ------- | --- |
| 2017     | 3,311 | 0.1 #16 | 0/169   | 0   |
| 2021     | 2,489 | 0.1 #19 | 0/169   | 0   |